# Ељгински
Ељгински (рус. Эльгинский; јакутски: Эльгэ) је било село у Ојмјаконском рејону, на истоку Републике Јакутије у Русији. Ељгински се налази 90 km. западно од Уст-Нере, центра рејона.

## Становништво
| 1959. | 1970. | 1979. | 1989. | 2002. | 2010. |
| ----- | ----- | ----- | ----- | ----- | ----- |
| 5.248 | 3.664 | 1.217 | 1.521 | 392   | 0     |

Село је било укинуто 2007. године због ликвидације комбината «Индигирзолото» .